# サモエード語派
サモエード語派（サモエードごは、Samoyedic languages）またはサモイェード諸語（サモイェードしょご）は、ロシア連邦北部に住むモンゴロイドのサモエード人が話す言語群。フィン・ウゴル語派（フィンランド語やハンガリー語を含む）とともにウラル語族に属する。
分布域はカニン半島からタイミル半島、オビ川・エニセイ川流域のミヌシンスク盆地からサヤン山脈におよぶ。
最も多いネネツ語話者は3万人ほどいるが、その他の言語の話者は数十人から千人程度であり、ほとんどがテュルク諸語、モンゴル諸語またはツングース諸語と同化したグループがいたため、すでに死語となってしまった言語も多い。

## 分類
サモエード語派は次のような言語を含む。
- 北部サモエード語
  - ガナサン語（Nganasan）
  - エネツ・ネネツ語
    - エネツ語（Enets）
    - ユラツ語（Yurats）…死語

サモエード諸語の分布。

    - ネネツ語（nyenec, Engl. Nenets）
      - ツンドラネネツ語
      - 森林ネネツ語
- 南部サモエード語
  - セリクプ語（オスチャーク・サモエード語/Selkup）
  - サヤン・サモエード語（Sayan Samoyed）
    - マトル語（モトル語/Mator）…死語
    - カマス語（カマシン語/Kamassian）…死語

## フィン・ウゴル語派との関連性
フィン・ウゴル語派とは早期に分かれたと考えられているが、母音調和など共通の性質を多く持つ。
基本的には膠着語で、名詞の格や、動詞の法・時制、主語および目的語の数と人称による変化は接尾辞で示される。
数には単数・双数・複数の区別があり、また名詞の後につける所有接尾辞で所有を表す。これらの変化に伴う子音階梯交替も一部の言語にあり、フィンランド語などと類似する。
1. ↑  Hammarström, Harald; Forkel, Robert; Haspelmath, Martin et al., eds (2016). “Samoyedic”. Glottolog 2.7. Jena: Max Planck Institute for the Science of Human History